# Hausee
Hausee ist ein wüst gewordener Ort der Stadt Bad Buchau im Landkreis Biberach in Oberschwaben.
Die Einzelsiedlung Hausee, die auf der Gemarkung Kappel liegt, ist seit mehr als zehn Jahren unbewohnt.